# Фуга-э-Баринёф
Фуга́-э-Баринё́ф (фр. Fougax-et-Barrineuf) — коммуна во Франции, находится в регионе Юг — Пиренеи. Департамент коммуны — Арьеж. Входит в состав кантона Лавлане. Округ коммуны — Фуа.
Код INSEE коммуны — 09125.

## Население
Население коммуны на 2008 год составляло 513 человек.
| 1962 | 1968 | 1975 | 1982 | 1990 | 1999 | 2006 | 2008 |
| ---- | ---- | ---- | ---- | ---- | ---- | ---- | ---- |
| 490  | 542  | 508  | 492  | 506  | 448  | 499  | 513  |

## Экономика
В 2007 году среди 293 человек в трудоспособном возрасте (15—64 лет) 167 были экономически активными, 126 — неактивными (показатель активности — 57,0 %, в 1999 году было 65,0 %). Из 167 активных работали 145 человек (78 мужчин и 67 женщин), безработных было 22 (9 мужчин и 13 женщин). Среди 126 неактивных 30 человек были учениками или студентами, 49 — пенсионерами, 47 были неактивными по другим причинам.